# Тихолоз Богдан Сергійович
Тихолоз Богдан Сергійович (нар. 6 жовтня 1978 у селі Тальянках Тальнівського району Черкаської області) — український музейник, менеджер культури, літературознавець, франкознавець; директор Львівського національного літературно-меморіального музею Івана Франка (з 2017 р.). Заслужений працівник культури України (з 2025 р.). Публіцист, блоґер, співавтор науково-просвітницького інтернет-проекту ФРАНКО: НАЖИВО / FRANKO: LIVE © [Архівовано 12 жовтня 2016 у Wayback Machine.] (разом із Наталею Тихолоз). Кандидат філологічних наук (з 2003 р.), старший науковий співробітник (з 2010 р.), доцент (з 2011 р.). Доцент кафедри теорії і практики журналістики Львівського національного університету імені Івана Франка (з 2006 р.). Член Національної спілки журналістів України (з 2011 р.), Наукового товариства імені Шевченка (з 2016 р.), Міжнародної ради музеїв (ICOM) (з 2018 р.). Голова Асоціації музеїв Івана Франка (з 2018 р.). Почесний громадянин міста Винники (2019). 

## Біографія
Народився в родині філологів, викладачів української мови та літератури.
Закінчив філологічний факультет Львівського національного університету імені Івана Франка (2000) та аспірантуру при кафедрі української літератури ім. акад. М. С. Возняка (2003).
2003 р. захистив кандидатську дисертацію «Філософська лірика Івана Франка: діалектика поетичної рефлексії» зі спеціальності 10.01.01 — українська література.
У 2003—2004 рр. — асистент кафедри української літератури ім. акад. М. С. Возняка Львівського національного університету імені Івана Франка, у 2004—2005 рр. — молодший науковий співробітник, у 2006 р. — старший науковий співробітник Інституту франкознавства, з 2006 р. — доцент кафедри теорії і практики журналістики Львівського національного університету імені Івана Франка.
У 2004—2007 рр. науковий співробітник, у 2007—2010 р. — старший науковий співробітник Львівського відділення Інституту літератури ім. Т. Г. Шевченка НАН України (за сумісництвом).
У 2012—2016 рр. — заступник декана з наукової і навчальної роботи факультету журналістики Львівського національного університету імені Івана Франка.
У 2015—2016 рр. — в. о. завідувача кафедри теорії і практики журналістики Львівського національного університету імені Івана Франка.
З 2017 р. — директор Львівського національного літературно-меморіального музею Івана Франка.
Одружений. Дружина — Тихолоз Наталія Богданівна, кандидат філологічних наук, старший науковий співробітник, доцент кафедри української преси Львівського національного університету імені Івана Франка.

## Проблематика досліджень
Сфера наукових зацікавлень — франкознавство, теорія та історія української літератури, філософії та публіцистики, психологія творчості.
У центрі літературознавчих досліджень Б. Тихолоза — проблеми текстології, генології, філософії та психології творчості Івана Франка, зокрема його рефлексійної (філософської та медитативної) поезії, символічної автобіографії, мистецької психодрами, генологічної свідомості, міфопоетичного мислення, світоглядної публіцистики.
Б. Тихолоз — автор понад 200 наукових праць різних жанрів (монографій, навчально-методичних посібників, статей, тез, повідомлень, рецензій, полемічних виступів, перекладів наукових праць, передмов і післямов тощо), упорядник та науковий редактор низки видань, голова редакційної колегії Наукового вісника Національного музею Івана Франка (З 2017 р.).

## Основні праці

### Наукові монографії
1. Ерос versus Танатос (філософський код «Зів'ялого листя») / Богдан Тихолоз; Передм. Л. Сеника. — Львів: Видавничий центр ЛНУ ім. І. Франка, 2004. — 89 с. — (Серія: «Дрібненька бібліотека». Ч. 11). ISBN 966-613-330-X. Режим доступу: ; [недоступне посилання з липня 2019]
2. Психодрама Івана Франка в дзеркалі рефлексійної поезії: Студії / Богдан Тихолоз; Художник В. Мельник. — Львів: ЛНУ ім. Івана Франка, 2005. — 180 с., іл. — (Франкознавча серія. Вип. 7). ISBN 966-613-299-0[7]. Режим доступу:
3. Міфопоетичні образи в художньому світі Івана Франка: (Ейдологічні нариси) / К. І. Дронь, Б. С. Тихолоз, Н. Б. Тихолоз, А. І. Швець; За наук. ред. Б. С. Тихолоза; НАН України. Львівське відділення Інституту літератури ім. Т. Г. Шевченка. — Львів, 2007. — 336 с. — (Франкознавча серія. Вип. 11). ISBN 978-966-02-4600-3[8]
4. Філософська лірика Івана Франка: Діалектика поетичної рефлексії: Монографія / Богдан Тихолоз; НАН України; Львівське відділення Інституту літератури ім. Т. Г. Шевченка; Львівський національний університет імені Івана Франка; Міжнародна асоціація франкознавців; Наук. ред. та авт. післям. В. С. Корнійчук. — Львів, 2009. — 319 с. — (Франкознавча серія. Вип. 12). ISBN 978-966-02-4985-1[9]
5. Стереометрія тексту: Студії над поетичними творами Івана Франка: [Колективна монографія] / М. М. Барабаш, В. В. Неборак, Б. С. Тихолоз, Н. Б. Тихолоз; Упорядник та наук. ред. Б. С. Тихолоз; НАН України; Львівське відділення Інституту літератури ім. Т. Г. Шевченка. — Львів, 2010. — 288 с. — (Франкознавча серія. Вип. 14). ISBN 978-966-02-5531-9[10]
6. Франко як текст: Досліди і досвіди / Богдан Тихолоз; післямова Данила Ільницького. — Львів: Простір М; [Львівський національний літературно-меморіальний музей Івана Франка], 2021. — 992 с. — (Серія «Бібліотека Дому Франка». Вип. 10). ISBN 978-617-7746-85-9[11]
7. Доктор Ф. Маленька книжка про великого Франка / Богдан Тихолоз. — Львів: [Львівський національний літературно-меморіальний музей Івана Франка], 2021. — 176 с., іл. — (Серія «Бібліотека Дому Франка». Вип. 14). ISBN 978-966-2614-10-7. Також доступна як аудіокнига[12]

### Підручники та посібники
1. Поети-шістдесятники: Василь Симоненко. Дмитро Павличко. Іван Драч. Борис Олійник: [Хрестоматійний збірник] / Автор-упорядник Б. Тихолоз. — Київ — Львів: Всеувито, 2001. — 80 с. — (Серія: УСЕ для школи: Українська література. 11 клас: Програмні тексти, ілюстрації, пояснення, завдання, тести. Вип. 5). ISBN 966-520-029-1
2. Павло Тичина. Максим Рильський. Володимир Сосюра: [Хрестоматійний збірник] / Автор-упорядник Б. Тихолоз. — Київ — Львів: Всеувито, 2001. — 80 с. — (Серія: УСЕ для школи: Українська література. 10 клас: Програмні тексти, ілюстрації, пояснення, завдання, тести. Вип. 7). ISBN 966-520-029-1

### Науково-популярні видання
1. Франко від А до Я / Тексти: Богдан Тихолоз, Наталя Тихолоз. Графічне опрацювання: Романа Романишин, Андрій Лесів. — Львів: Видавництво Старого Лева, 2016. — 72 с., 3 тис.екз. ISBN 978-617-679-302-1
2. [Англ. мовою]: Franko from A to Z / Texts: Bohdan Tykholoz, Natalia Tykholoz; Graphic design: Romana Romanyshyn, Andriy Lesiv. — Lviv — Budapest — Vienna — Ljubljana — Zagreb, 2019. 64 p. (Серія «Бібліотека Дому Франка». Вип. 5).
3. [Нім. мовою]: Franko von A bis Z / Texte: Bohdan Tykholoz, Natalja Tykholoz; Graphisches Design: Romana Romanyschyn, Andrij Lesiv. — Lemberg — Budapest — Wien — Ljubljana — Zagreb, 2019. 64 S. (Серія «Бібліотека Дому Франка». Вип. 6).

### Інші видання (переклади, упорядкування та редагування тощо)
1. Франко І. Українська література в 1904 році / Упорядк., передм., пер. з нім. Б. Тихолоза; Комент. А. Швець. — Львів: Видавничий центр ЛНУ ім. І.Франка, 2005. — 93 с. — (Серія: «Дрібненька бібліотека». Ч. 13). ISBN 966-613-400-4. Режим доступу: [недоступне посилання з липня 2019]
2. Іван Франко у вимірах епохи: Календар 2006 / Автори-упорядники В. Корнійчук, Б. Тихолоз; Художник Є. Безніско; Худ. редактор В. Роган. — Львів: ЛНУ ім. Івана Франка, 2005. — 36 с. — [Вид. 2-е, випр.] — Львів: ЛНУ ім. Івана Франка, 2006. — 36 с.
3. Франко І. Зів'яле листя: Лірична драма / Ідея та концепція видання, післямова М. Зубрицької; Упорядкування, підготовка текстів, наукове та літературне редагування, пошук та фотокопіювання архівних джерел Б. Тихолоза; Худ. оформлення, макет, комп'ютерна верстка Р. Романишин та А. Лесіва. — Львів: Літопис, 2006. — VI, 154 с. — [Вид. 2-е, випр.]. — Львів: Літопис, 2009. — VI, 154 с. ISBN 978-966-7007-67-6[13]
4. Кафка Ф. Замок: Роман / Пер. з нім., передм. та приміт. Н. В. Сняданко; Редактор Б. С. Тихолоз. — Харків: Фоліо, 2006. — 317 с. — (Б-ка світ. літ.). ISBN 966-03-3137-1
5. Міжнародна асоціація франкознавців: Інформаційний бюлетень. — Вип. 1: Матеріали Установчої конференції МАФ (Львів, 29 березня 2007 р.) / Редакційна колегія: М. Гнатюк (голова) та ін.; Укладач Б. Тихолоз. — Львів, 2007. — 48 с.
6. Франко І. Баляди і розкази / Упоряд. та вступ. стаття Б. Тихолоза; комент. та поясн. слів М. Ізбенко; відп. ред. Є. Нахлік; Львівське відділення Інституту літератури ім. Т. Г. Шевченка НАН України. — Львів, 2007. — 272 с. (LXIV + 32 + 32* + CXLIV*), іл. — (Серія: «Літературні пам'ятки». Вип. 7). ISBN 978-966-02-4423-8
7. Франко І. Профілі й маски / худож.-оформлювачі Б. П. Бублик; В. А. Мурликін; упоряд., вступ. стаття, коментарі, пояснення слів Б. С. Тихолоза. — Харків: Фоліо, 2008. — 639 с. — (Укр. літ. Колекція). ISBN 978-966-03-4205-7[14]
8. Франко І. Украдене щастя / худож.-оформлювачі Б. П. Бублик; В. А. Мурликін; упоряд., вступ. стаття, коментарі, пояснення слів Б. С. Тихолоза. — Харків: Фоліо, 2011. — 639 с. — (Шкільна б-ка укр. та світ. літ-ри). ISBN 978-966-03-5455-5
9. Ріпка. Стара казка, по-новому розповів Іван Франко, намалювала «Аґрафка» / Ідея, ілюстрації, макет, графічне опрацювання: Романа Романишин та Андрій Лесів; редакція: Борис Щавурський; упорядкування тексту: Богдан Тихолоз. — Львів: Аґрафка; Тернопіль, Навчальна книга — Богдан, 2012. — 24 с. ISBN 978-966-10-2483-9
10. Франко І. Поза межами можливого. Що таке поступ? Одвертий лист до гал[ицької] української молодежі / [упорядк. та передм. Б. Тихолоза]. — Київ: ПрАТ «Українська прес-група», 2012. — 80 с. — (Серія: «Бронебійна публіцистика» / За загальною редакцією Лариси Івшиної. — Бібліотека газети «День»; «Україна Incognita»). ISBN 978-966-8152-25-2; ISBN 978-966-8152-27-6
11. Донцов Д. Модерне москвофільство. Мазепа і мазепинство / Дмитро Донцов ; [передм. Б. Тихолоза]. — Київ: ПрАТ «Українська прес-група», 2013. — 72 с. — (Серія: «Підривна література» / За загальною редакцією Лариси Івшиної. — Бібліотека газети «День»; «Україна Incognita»). ISBN 978-966-8152-43-6; ISBN 978-966-8152-50-4
12. Франко. Перезавантаження / упоряд. : Б. Тихолоз, А. Беницький. — Дрогобич: Коло, 2013. — 276 с. ISBN 978-617-642-093-4
13. Франко І. Украдене щастя: [драма] / Іван Франко ; [упорядкув., вступ. ст., комент. та поясн. сл. Б. Тихолоза]. — Х. : Фоліо, 2013. — 153, [2] с. — (Серія «Шкільна бібліотека української та світової літератури»).
14. Франко І. Вибрані твори для шкільної молоді: Т. 3. Поезія / Іван Франко ; упорядкування і передмова Богдана Тихолоза. — Львів: ЛНУ імені Івана Франка, 2016. — 484 с.
15. Франко І. Мойсей: Поема / Ivan Franko. Moses: Poem / [переклад Віри Річ; упорядкування, коментарі, вступна стаття Богдана Тихолоза; ілюстрації Євгена Безніска; післямови Дмитра Павличка, Роксолани Зорівчак, Романа Яціва]. — Львів: ЛНУ імені Івана Франка, 2017. — 312 с. (укр. та англ. мовами).
16. Франко І. Украдене щастя: [поезія, проза, драматургія] / Іван Франко ; [упорядкув., вступ. ст., комент, поясн. сл. Б. С. Тихолоза]. — Х. : Фоліо, 2018. — 639 с. — (Шкільна бібліотека української та світової літератури) ; (Шкільна бібліотека. Українська література). У тому числі вступна стаття: Іван Живий, Невідомий. — С. 3–26; Коментарі. — С. 599—635.
17. Франкова кузня. Vivere memento | Пам'ятай, що живеш / упорядник та автор передмови Богдан Тихолоз. — Львів: Апріорі, 2018. — (Серія «Бібліотека Франкової кузні»; Вип. 1; Серія «Бібліотека Дому Франка»; Вип. 4).
18. Франко І. Я. Украдене щастя / Іван Франко ; [упорядкув., вступ. ст., комент. Б. Тихолоза]. — Харків: Фоліо, 2021. — 160 с. — (Шкільна бібліотека української та світової літератури).
19. Франко І. Зів'яле листя: Лірична драма / Післям. М. Зубрицької; упорядк., підгот. текстів, наук. та літ. ред., пошук та фотокоп. архів. джерел Б. Тихолоза; худ. оформл. Р. Романишин та А. Лесіва. — 3-є вид. — Львів: Літопис, 2021. — VІ+156 с.
20. В дорогу з Франком. Мандруймо Львівщиною / Ідея та упорядкування Богдан Тихолоз; вступ. слово Максим Козицький; наук. редактор Наталя Тихолоз. — Львів: Львівський національний літературно-меморіальний музей Івана Франка, 2021. — 112 с. (Серія «Бібліотека Дому Франка». Вип. 9).
21. Франкомандри+ : Путівник / Ідея, упорядк., вступ. слово: Б. Тихолоз; тексти: І Медвідь (контент-редактор, рерайтер) та ін. ; дизайн: В. Мартинюк ; Львівський національний літературно-меморіальний музей Івана Франка за підтримки Українського культурного фонду. — Львів: Львівський національний літературно-меморіальний музей Івана Франка, 2021. — 224 с. (Серія «Бібліотека Дому Франка». Вип. 11).
22. Frankomandry+: Guide / Idea, alignment, introductory word: B. Tykholoz; texts: I.Medvid (content editor, rewriter) and others; design: V. Martyniuk; Lviv National Literary and Memorial Museum of Ivan Franko; with the support of the Ukrainian Cultural Foundation.  — Lviv: Lviv National Literary and Memorial Museum of Ivan Franko, 2021.  — 224 p. (Series «Franko House Library». Issue 12).
23. FRANKO: LABORATORIUM. Виставка сучасного актуального мистецтва в Домі Франка: Каталог / Упорядники: Василь Одрехівський, Богдан Тихолоз ; Львівський національний літературно-меморіальний музей Івана Франка; Львівська національна академія мистецтв; за підтримки Українського культурного фонду. — Львів: [Львівський національний літературно-меморіальний музей Івана Франка], 2021. — 80 с., іл. (Серія «Бібліотека Дому Франка». Вип. 13).
24. Франко на кожен день: від Дому Франка / Колектив упорядників: Б. Тихолоз (керівник), М. Волошанська, М. Кобрин, К. Крамар, Б. Мелих; світлини Б. Мелих; передм. та післям. Б. Тихолоза; наук. консультант Н. Тихолоз. — Харків: Фоліо, 2022. — 623 с., іл.

### Передмови та післямови
1. Насолода осягання (На берегах літературно-критичної одіссеї Миколи Ільницького) // Ільницький М. У фокусі віддзеркалень: Статті. Портрети. Спогади. — Львів: ЛНУ ім. Івана Франка, 2005. — С. 3—40. ISBN 966-613-358-X
2. Золоті мости Валерія Корнійчука (Замість післямови) // Корнійчук В. «Мов органи в величному храмі…»: Контексти й інтертексти Івана Франка (Порівняльні студії) / Львівський національний університет імені Івана Франка; Львівське відділення Інституту літератури ім. Т. Г. Шевченка НАН України. «Франкознавча серія». Вип. 8; Міжнародна асоціація франкознавців; Науковий редактор Б. Тихолоз. — Львів: Видавничий центр ЛНУ імені Івана Франка, 2007. — С. 274—286. ISBN 966-613-495-0
3. Poeta maximus у саду трудів і днів // Рильський М. Лірика / Упоряд. С. Захаркін. — К.: Видавничий Дім Дмитра Бураго, 2007. — С. 236—256. — (Серія: «Поетичні свічада України»). ISBN 966-8188-21-7
4. «Школа політичного думання». Із публіцистичної робітні Івана Франка // Франко І. Поза межами можливого. Що таке поступ? Одвертий лист до гал[ицької] української молодежі / [упорядк. та передм. Б. Тихолоза]. — Київ: ПрАТ «Українська прес-група», 2012. — С. 3—4. — (Серія: «Бронебійна публіцистика» / За загальною редакцією Лариси Івшиної. — Бібліотека газети «День»; «Україна Incognita»). Режим доступу:  [Архівовано 15 травня 2014 у Wayback Machine.]

## Громадська, експертна й науково-просвітницька діяльність
- Співорганізатор щорічної Міжнародної книжкової виставки-ярмарку «Форум видавців у Львові»[15]; відповідальний секретар конкурсу «Найкраща книга Форуму видавців» (з 2002 р.)[16].
- Учений секретар Міжнародної асоціації франкознавців (з 2007 р.)[17].
- Науковий консультант документального телефільму «Іван Франко» в рамках проекту «Великі українці» (телеканал «Інтер», 2008 р.)[18].
- Учасник низки науково-просвітницьких телепрограм «Історична правда з Вахтангом Кіпіані»[19] на телеканалі «ZIK» у ролі наукового експерта (випуски про Івана Котляревського, Івана Франка, Богдана-Ігоря Антонича, Василя Симоненка, Кирило-Мефодіївське товариство, український контекст Нобелівської премії та ін.) та гостя в студії (програма «Феномен Олени Теліги»[20]).
- Модератор та учасник (лектор) акції «Ніч у музеї» в рамках музично-мистецького фестивалю «Франко Фест» (Нагуєвичі, ніч із 28 на 29 липня 2012 р.)[21].
- Науковий консультант Міжнародного фестивалю мистецтв «Франко. Місія» (Львівська обл., 19—28 липня 2013 р.), модератор та учасник низки заходів, зокрема, нічного читання повної версії поеми «Мойсей» в музеї Івана Франка в Нагуєвичах (28 липня 2013 р.)[22].
- Учасник (лектор) низки заходів у рамках громадських освітніх проектів «Вуличний університет»[23], «EdLab / Освітня лабораторія»[24], «TEDxLNU: Подих майбутнього»[25], освітнього майданчика Дитячого Форуму видавців у Львові; зокрема, виголосив публічні лекції про Тараса Шевченка: «Тарас Шевченко: перезавантаження» (2013)[26], «Чому Шевченко?» (2014)[27], «Відомий і невідомий Шевченко» (2016)[28], про майбутнє читання — «Що читатимуть люди через 100 років?»[29], про критичне мислення та роль творчого читання/писання у його формуванні — «Думай інакше! Читання/писання майбутнього: хто, що, як, навіщо?»[30] та ін.
- Під час проведення Зовнішнього незалежного оцінювання у 2015 р. виступив на підтримку абітурієнтів, обурених неякісно підготовленим тестуванням з української мови, з критикою окремих тестових завдань та стилю комунікації керівництва УЦОЯО з громадськістю[31]. Під тиском протестів школярів та критичних виступів незалежних фахівців окремі завдання з української мови було визнано некоректними, а бали за них зараховано усім учасникам ЗНО[32].
- У січні 2016 р. ініціював флешмоб проти російської інтернет-окупації українського інформаційного простору «STOP окупація!!! Я не користуюсь російськими соцмережами та поштовиками»[33]. Російський пропагандистський телеканал LifeNews викривлено витлумачив цю ініціативу як політично мотивовану «заборону», яка нібито неабияк «налякала» студентів, унаслідок чого ЗМІ Російської Федерації сфабрикували та поширили черговий антиукраїнський фейк про «репресії» проти львівських студентів[34].
- 1 травня 2016 р. (на Великдень, оскільки перший вірш Івана Франка мав назву «Великдень року 1871») стартував авторський науково-просвітницький проект Наталі та Богдана Тихолозів ФРАНКО: НАЖИВО / FRANKO: LIVE © [Архівовано 12 жовтня 2016 у Wayback Machine.]. Мета проекту — "розповісти про живого Франка живою мовою для живих людей, …відкрити… Франка справжнього, цілісного і цікавого — «цілого чоловіка»[35].
- Голова Експертної ради Програми поповнення фондів публічних бібліотек Українського інституту книги (2018, 2019)[36].
- Автор ідей, концепцій, куратор та керівник багатьох культурно-мистецьких і передусім музейних проєктів («Franko Laboratorium», «Франко: Наживо», «Franko from A to Z», «Франкомандри+», «Franko. Re: volution», «Музей людей: Дім. Храм. Форум» та багато ін.), зокрема за підтримки Українського культурного фонду.
- Експерт Українського культурного фонду (з 2020 р.)[37].
- Стипендіат Австрійської служби академічного обміну OeAD[de] (Інститут славістики Віденського університету, 2016), Міністра культури та національної спадщини Республіки Польща Thesaurus Poloniae (Міжнародний культурний центр у Кракові, 2022), програми Gaude Polonia (Національний центр культури у Варшаві, 2023) та ін.

## Відзнаки, нагороди, премії
Лауреат премій:
- видавництва «Смолоскип» (2003)[38],
- НАН України для молодих учених (2006)[39],
- ім. Соломії Павличко (2006)[40],
- ім. академіка Г. О. Костюка у галузі літературного джерелознавства й текстології (2008)[40],
- ім. акад. Сергія Єфремова (2010)[41],
- Львівської обласної державної адміністрації та Львівської обласної ради працівникам наукових установ НАН України та вищих навчальних закладів III—IV рівнів акредитації Львівської області (2012)[42],
- ім. Івана Франка у галузі інформаційної діяльності (2017)[43],
- Львівської обласної премії в галузі культури, літератури, мистецтва, журналістики та архітектури в номінації «Музейна справа» імені Іларіона і Віри Свенціцьких — за проект «Франко: наживо» (2019) (як керівник авторського колективу Львівського національного літературно-меморіального музею Івана Франка, спільно з Михайлом Кобрином, Мартою Волошанською, Тетяною Продан та Віктором Мартинюком)[44].

Нагороджений:
- золотою медаллю «Данило Галицький» Національного банку України (2005),
- відзнакою НАН України для молодих учених «Талант, натхнення, праця» (2011)[45].

Кавалер ордена «За заслуги» III ступеня (2006).
Заслужений працівник культури України (з 2025 р.).
Переможець конкурсу ґрантів Президента України для молодих учених (2009).
Книга Богдана Тихолоза «Філософська лірика Івана Франка: діалектика поетичної рефлексії» (Львів, 2009) отримала спеціальну відзнаку голови Львівської обласної державної адміністрації на 16 "Форумі видавців у Львові (2009) та посіла третю позицію в XI Всеукраїнському рейтингу «Книжка року 2009» у номінації «Хрестоматія — Літературознавство».
Книга Богдана та Наталі Тихолозів «Франко від А до Я» (графічне опрацювання — Творча майстерня Аґрафка: Романа Романишин, Андрій Лесів; Львів: Видавництво Старого Лева, 2016) посіла перше місце в рейтингу найкращих книг 23 «Форуму видавців у Львові» (2016) і здобула Ґран-прі Міжнародного фестивалю «Запорізька книжкова толока» (2016), а також отримала низку спеціальних відзнак.
У 2017 році видання було нагороджено премією BIB 2017 PLAQUE на Бієнале художньої Ілюстрації у Братиславі. Також абетку-енциклопедію «Франко від А до Я» було визнано найкращою у номінації «Дитяче свято», підномінація «Пізнавальна та розвивальна книга» за версією Всеукраїнського рейтингу «Книжка року 2016».
Переможець конкурсу Львівської міської ради на відзначення кращих менеджерів міждисциплінарних проектів у сфері культури (2017).
Переможець конкурсу Львівської міської ради в рамках програми грантової підтримки проектів, скерованих на дослідження культури України (2019) за проект «Різдво й Великдень у родині Франків на тлі мультикультурного Львова (історичні традиції й сучасна інтерпретація)» (спільно з Наталею Тихолоз).
Почесний громадянин міста Винники (2019).
Львівський національний літературно-меморіальний музей Івана Франка під орудою Богдана Тихолоза першим серед українських музеїв отримав спеціальну нагороду «За лідерство» міжнародної премії «Živa Award» для найкращого слов'янського музею та найкращого об'єкта культурної й природної спадщини, яку присуджують Форум слов'янських культур (Forum of Slavic Cultures) та  Європейська музейна академія  (ЕМА) (2020; у зв'язку з пандемією нагородження фактично відбулося 2022 р. у місті Белград, Сербія).

## Цікаві факти
Богдан Тихолоз — автор текстів пісень українського співака, виконавця автентичної музики й авторських композицій Юрія Йосифовича:
- Бий (2022)[59];
- Молитва воєнних ночей (2024)[60].

## Профілі в наукометричних базах даних
- Bohdan Tykholoz / Богдан Тихолоз / Профіль у Google Scholar
- Богдан Тихолоз / Профіль в Academia.edu
- Тихолоз Богдан Сергійович / Науковці України

## Електронні ресурси
- Bohdan Tykholoz, Богдан Тихолоз — профіль у Google Академії [Архівовано 27 вересня 2021 у Wayback Machine.]
- Тихолоз Богдан Сергійович — Інститут літератури НАН України
- Тихолоз Богдан Сергійович — доцент кафедри теорії і практики журналістики ЛНУ ім. Івана Франка [Архівовано 27 вересня 2021 у Wayback Machine.]
- Тихолоз Богдан  — доцент кафедри української літератури імені академіка Михайла Возняка ЛНУ ім. Івана Франка
- Тихолоз Богдан  — автор Видавництва Старого Лева
- Інформація про Наталю й Богдана Тихолозів на вебсторінці їх авторського інтернет-проекту ФРАНКО: НАЖИВО / FRANKO: LIVE © [Архівовано 27 вересня 2021 у Wayback Machine.]
- Микола Легкий, Святослав Пилипчук. З останнього десятиліття франкознавства у Львівському Університеті
- Котик І. Лірична драма як антисуїцидальний засіб] // Слово і час. — 2006. — № 8. — С. 82—84.
- Худицький В. Чи був Франко буддистом? [розмова з львівським літературознавцем Б. Тихолозом]. Архів оригіналу за 3 лютого 2016. Процитовано 28 січня 2016. // Дзеркало тижня. Україна. — 2013. — № 31 (30 серпня 2013 р.)